# Chicago Bears 1985
La stagione 1985 dei Chicago Bears è stata la 66ª della franchigia nella National Football League e la quarta con Mike Ditka come capo-allenatore. La squadra giungeva da un record di 10–6 nel 1984 e la sconfitta nella finale della NFC contro i San Francisco 49ers. Non solo i Bears migliorarono quei risultati, ma disputarono una delle migliori stagioni nella storia della NFL.

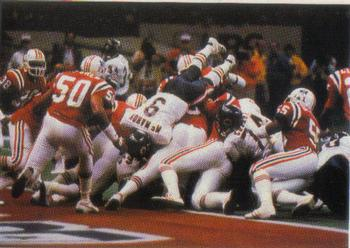
I Bears in un'azione di corsa verso la end zone contro i Patriots nel Super Bowl XX

I Bears vinsero 15 partite, come i 49ers l'anno precedente, e vinsero le prime dodici prima di venire sconfitti. La loro difesa si classificò al primo posto della lega, concedendo solamente 198 punti (a una media di 12,4 a partita). Vinsero la NFC Central Division con un vantaggio di sette partite sui Green Bay Packers, guadagnando il primo posto nel tabellone della NFC e guadagnando il fattore campo nei playoff. Nelle prime due gare della post-season contro i New York Giants e i Los Angeles Rams, batterono i loro avversari con un complessivo 45–0, diventando la prima squadra della storia a non subire punti in due gare di playoff consecutive. In seguito, nel Super Bowl XX a New Orleans contro i New England Patriots, i Bears stabilirono diversi altri record. Per primo, i 46 punti superarono quelli segnati dai Los Angeles Raiders nel 1984 e pareggiati dai 49ers l'anno seguente con 38. Il margine di vittoria di 36 punti superò quello di 29 dei Raiders nel Super Bowl XVIII, un primato che resistette finché i 49ers, nel Super Bowl XXIV, anch'esso tenuto a New Orleans, batterono per 45 punti i Denver Broncos. Fu il primo titolo per Chicago dal 1963.
I Chicago Bears del 1985 sono una delle poche squadre a contendere agli imbattuti Miami Dolphins del 1972 il titolo non ufficiale di miglior squadra della NFL di tutti i tempi. Nel 2007, i Bears del 1985 furono classificati secondi tra le migliori squadre vincitrici del Super Bowl nella serie di documentari di NFL Network America's Game: The Super Bowl Champions, dietro ai Dolphins del 1972. Altre fonti indicano i Bears dell'85 come la migliore squadra di tutti i tempi.

## Scelte nel Draft 1985
| Scelte dei Bears nel Draft 1985 |        |                 |                  |                |
| Giro                            | Scelta | Giocatore       | Ruolo            | College        |
| 1                               | 22     | William Perry   | Defensive tackle | Clemson        |
| 2                               | 49     | Reggie Phillips | Defensive back   | SMU            |
| 3                               | 78     | James Maness    | Wide receiver    | TCU            |
| 4                               | 105    | Kevin Butler    | Kicker           | Georgia        |
| 7                               | 190    | Charles Bennett | Defensive end    | SW La.         |
| 8                               | 217    | Steve Buxton    | Offensive tackle | Indiana State  |
| 9                               | 250    | Thomas Sanders  | Running back     | Texas A&M      |
| 10                              | 273    | Pat Coryatt     | Defensive tackle | Baylor         |
| 11                              | 302    | Jim Morrissey   | Linebacker       | Michigan State |

## Roster
| Roster dei Chicago Bears nel 1985 |
| --- |
| Quarterback - 9 Jim McMahon - 4 Steve Fuller - 18 Mike Tomczak Running Back - 34 Walter Payton - 26 Matt Suhey FB - 20 Thomas Sanders - 29 Dennis Gentry - 33 Calvin Thomas Wide Receiver - 83 Willie Gault - 85 Dennis McKinnon - 82 Ken Margerum - 86 Brad Anderson - 96/89 Keith Ortego - 81 James Maness Tight End - 87 Emery Moorehead - 80 Tim Wrightman Offensive Linemen - 74 Jim Covert T - 62 Mark Bortz G - 63 Jay Hilgenberg C - 57 Tom Thayer G - 78 Keith Van Horne T - 60 Tom Andrews OL - 71 Andy Frederick OL - 75 Stefan Humphries OL - 79 Kurt Becker G Defensive Linemen - 99 Dan Hampton DE/DT - 95 Richard Dent DE - 76 Steve McMichael DT - 72 William Perry DT - 70 Henry Waechter DL - 73 Mike Hartenstine DE/DT - 98 Tyrone Keys DE Linebacker - 50 Mike Singletary MLB - 55 Otis Wilson SLB - 58 Wilber Marshall WLB - 51 Jim Morrissey LB - 52 Cliff Thrift LB - 53 Dan Rains LB - 54 Brian Cabral LB - 59 Ron Rivera LB Defensive Back - 27 Mike Richardson CB - 21 Leslie Frazier CB - 48 Reggie Phillips DB - 31 Ken Taylor DB - 23 Shaun Gayle DB - 22 Dave Duerson SS - 45 Gary Fencik FS Special Team - 6 Kevin Butler K - 8 Maury Buford P Lista delle riserve - 24 Jeff Fisher DB (IR) - 84 Brian Baschnagel WR (IR) - 88 Pat Dunsmore TE (IR) - 89 Mitch Krenk TE (IR) 49 attivi, 4 inattivi |
| Legenda - I rookie sono in corsivo. - Il primo ruolo è il principale mentre gli eventuali successivi indicano i ruoli secondari. - (IR) sta per Injured Reserve ed indica la lista ristretta per un solo giocatore infortunato che può tornare ad allenarsi dopo la settimana 6 e a rientrare in prima squadra dopo che questa ha giocato 8 partite. - (NF-Inj.) / (NF-Ill.) stanno rispettivamente per Non-Football Injured e Non-Football Illness ed indicano le liste dove viene inserito un giocatore che ha un infortunio o una malattia non dipendente dal football americano. - (PUP) sta per Physically Unable to Perform ed indica la lista dove viene inserito un giocatore mentre è in attesa di recuperare la condizione fisica. Nella stagione regolare dopo la sesta partita giocata dalla propria squadra, il giocatore ha tempo tre settimane per riprendere ad allenarsi, più tre settimane aggiuntive dal suo rientro agli allenamenti per rientrare in prima squadra. |

## Calendario

### Stagione regolare
| Turno | Data       | Avversario              | Risultato | Stadio                       | Record | Pubblico |
| ----- | ---------- | ----------------------- | --------- | ---------------------------- | ------ | -------- |
| 1     | 8/9/1985   | Tampa Bay Buccaneers    | V 38–28   | Soldier Field                | 1–0    | 57,828   |
| 2     | 15/9/1985  | New England Patriots    | V 20–7    | Soldier Field                | 2–0    | 60,533   |
| 3     | 19/9/1985  | at Minnesota Vikings    | V 33–24   | Hubert H. Humphrey Metrodome | 3–0    | 61,242   |
| 4     | 29/9/1985  | Washington Redskins     | V 45–10   | Soldier Field                | 4–0    | 63,708   |
| 5     | 6/10/1985  | at Tampa Bay Buccaneers | V 27–19   | Tampa Stadium                | 5–0    | 51,795   |
| 6     | 13/10/1985 | at San Francisco 49ers  | V 26–10   | Candlestick Park             | 6–0    | 60,523   |
| 7     | 21/10/1985 | Green Bay Packers       | V 23–7    | Soldier Field                | 7–0    | 65,095   |
| 8     | 27/10/1985 | Minnesota Vikings       | V 27–9    | Soldier Field                | 8–0    | 63,815   |
| 9     | 3/11/1985  | at Green Bay Packers    | V 16–10   | Lambeau Field                | 9–0    | 55,343   |
| 10    | 10/11/1985 | Detroit Lions           | V 24–3    | Soldier Field                | 10–0   | 53,467   |
| 11    | 17/11/1985 | at Dallas Cowboys       | V 44–0    | Texas Stadium                | 11–0   | 63,855   |
| 12    | 24/11/1985 | Atlanta Falcons         | V 36–0    | Soldier Field                | 12–0   | 61,769   |
| 13    | 2/12/1985  | at Miami Dolphins       | S 24–38   | Orange Bowl                  | 12–1   | 75,594   |
| 14    | 8/12/1985  | Indianapolis Colts      | V 17–10   | Soldier Field                | 13–1   | 59,997   |
| 15    | 14/12/1985 | at New York Jets        | V 19–6    | The Meadowlands              | 14–1   | 74,752   |
| 16    | 22/12/1985 | at Detroit Lions        | V 37–17   | Pontiac Silverdome           | 15–1   | 74,042   |

### Playoff
| Turno            | Data      | Avversario           | Risultato | Record | Stadio              | TV  |
| ---------------- | --------- | -------------------- | --------- | ------ | ------------------- | --- |
| Divisional Round | 5/1/1986  | New York Giants      | V 21–0    | 16–1   | Soldier Field       | CBS |
| NFC Championship | 12/1/1986 | Los Angeles Rams     | V 24–0    | 17–1   | Soldier Field       | CBS |
| Super Bowl XX    | 26/1/1986 | New England Patriots | V 46–10   | 18–1   | Louisiana Superdome | NBC |

## Premi e traguardi

### Premi
- Campioni NFL (9)
- Campioni della National Football Conference
- Campioni della NFC Central Division
- Richard Dent, MVP del Super Bowl XX
- Mike Ditka, Allenatore dell'anno
- Walter Payton, Bert Bell Award[7]
- Mike Singletary, Difensore dell'anno
- Mike Singletary, Difensore dell'anno della NFC

### Hall of Famer
- Mike Ditka, classe del 1988: 1961–1966 (come giocatore)[8]
- Walter Payton, classe del 1973: 1975–1987[9]
- Mike Singletary, classe del 1998: 1981–1992[10]
- Dan Hampton, classe del 2002: 1979–1990[11]
- Richard Dent, classe del 2011: 1983–1993, 1995[12]